# El mòbil
El mòbil (títol original en anglès: Cell) és una novel·la apocalíptica de terror de l'autor dels Estats Units Stephen King, del gener del 2006. La novel·la tracta d'un artista de Nova Anglaterra que lluita per reunir-se amb el seu fill després que un misteriós senyal emès per la xarxa de telefonia global transformés les persones comunes en zombis. A l'edició de la novel·la, s'aclareix que l'autor no té telèfon mòbil.

## Argument
Clayton Riddell és un professor d'art de Maine (Nova Anglaterra), que per fi ve una oportunitat d'ajudar a la seva família quan li arriba un contracte per a publicar la seva novel·la gràfica "El Caminant Obscur". Es trasllada a Boston per tancar l'acord, i mentre espera enfront de l'hotel on s'allotja, comencen a succeir coses estranyes. Les persones que es troben parlant per mòbil en aquell moment comencen a comportar-se de forma violenta i desproveïts de seny, atacant-se entre ells. Els vehicles se surten de control i xoquen sense parar, un rere l'altre. Alguns avions cauen i impacten contra els edificis. En pocs segons, tot es transforma en un desastre. Els fets són produïts per una força desconeguda, anomenada "El Pols".
Enmig del caos, en Clay veu com un home amb un ganivet de carnisser ataca a un altre. El protagonista intervé i colpeja l'agressor al cap amb una esfera de neu, que era un regal per a la seva dona. L'home a qui ha salvat es presenta com Tom McCourt, qui acompanyarà en Clay al llarg de gairebé tot el llibre. Ambdós s'allunyen del carrer i es tanquen al vestíbul de l'hotel on s'allotja en Clay, juntament amb el Sr. Ricardi (treballador de l'hotel) i una jove de 15 anys anomenada Alice Maxwell. Aviat arriben a la conclusió de què la gent estava embogint a causa de la radiació emesa pels mòbils. L'endemà prenen la decisió de deixar l'hotel; tots excepte el Sr. Ricardi, que prefereix suïcidar-se abans que continuar. Es dirigeixen a casa d'en Tom, on passen uns quants dies. Després es dirigeixen a casa d'Arnie Nickerson, un veí de Tom que era un fanàtic de les armes, on probablement podrien trobar algunes que els serien útils. Després d'agafar-les, i abans de deixar la casa d'en Tom, veuen els qui reberen "El Pols", que s'estan agrupant formant ramats. Els tres continuen el seu camí, marxant kilòmetres i kilòmetres després d'allunyar-se dels ramats.
Passant per l'Acadèmia Gaiten (un internat), on destrueixen un ramat, se'ls uneix un noi supervivent anomenat Jordan. Quan encara es troben allà, coneixen el líder dels ramats, un home negre que portava un jersei vermell de Harvard. Durant el viatge que fan seguint uns senyals que porten a Kashwak (on suposadament estaran segurs), l'Alice és assassinada. Arriben a Kashwak amb un parell de viatgers més. Allà s'adonen que tot és una trampa perquè hi ha concentrats un grandíssim nombre de zombis, inclòs el líder, i on en Clay trobarà la seva esposa transformada en un d'ells. Però durant la nit aconseguiran produir una explosió que un dels companys dels viatges havia preparat abans de suïcidar-se. Destrueixen el ramat principal juntament amb el líder. Finalment, en Clay se separa del grup i es dirigeix en busca del seu fill. Sap que és viu per una nota que va trobar a casa seva, de camí a Kashwak. Abandona els altres acordant uns signes per si decideix tornar a saber com trobar-los i finalment marxa.